# فتح أباد (مقاطعة فهرج)
فتح أباد (بالإنجليزية: Fathabad, Fahraj)‏ هي مستوطنة تقع في البلدة المركزية في إيران. يقدر عدد سكانها بـ 400 نسمة .